# People I Know
People I Know —titulada Relaciones confidenciales en España y La noche del crimen en Hispanoamérica— es una película estadounidense de drama criminal del año 2002 dirigida por Daniel Algrant, escrita por Jon Robin Baitz y protagonizada por Al Pacino, Kim Basinger, Ryan O'Neal y Téa Leoni.
La trama transcurre durante veinticuatro horas en Nueva York. Eli Wurman (Pacino), un publicista y promotor de las causas de izquierda ahora en decadencia, intenta organizar un evento a beneficio de un grupo de inmigrantes africanos encarcelados, buscando desesperadamente reunir algunas figuras de renombre de la farándula y la política, entre ellas el actor Cary Launer (O'Neal), el predicador afroestadounidense Lyle Blunt (Bill Nunn) y el multimillonario judío Elliot Sharansky (Richard Schiff). Al mismo tiempo, debe mantener alejada de la prensa a una actriz drogadicta recién salida de prisión (Leoni) y enfrentarse a sus deseos por la viuda de su hermano fallecido (Basinger).
A pesar de que su estreno estaba previsto en 2001, este se vio postergado debido a los atentados del 11 de septiembre y las críticas a la gestión del Alcalde de Nueva York presentes en la trama. Aunque las tomas que presentaban al World Trade Center fueron eliminadas, el director de Miramax, Harvey Weinstein, se mantuvo reacio a distribuir el filme en los cines estadounidenses. Hacia finales de 2002 se estrenó en Italia y a principios del año siguiente se proyectó en el Festival de Cine de Sundance, siendo Robert Redford productor ejecutivo de la cinta. Finalmente, en abril de 2003, se distribuyó en las salas estadounidenses. No obstante, el estreno estuvo limitado a pocos cines, lo que significó un fracaso de taquilla. Aunque la crítica cinematográfica reaccionó de manera tibia con respecto a la trama del filme, las actuaciones fueron mejor recibidas, especialmente la de Pacino. Varios críticos compararon al filme con Sweet Smell of Success (1957) y Eyes Wide Shut (1999).

## Trama
Eli Wurman (Al Pacino) es un legendario representante, promotor de eventos y relaciones públicas judío de Nueva York, cuyos días de gloria se remontan a varios años atrás, conviviendo ahora en su vida cotidiana con un flujo constante de medicamentos recetados y alcohol. Se ve involucrado en una red de asesinatos y conspiraciones políticas, dirigidas desde la sombra por poderosas personalidades de la ciudad. 
Una noche, Eli es el encargado de recibir y acompañar a Jilli Hopper (Téa Leoni), una famosa estrella de la televisión de California, por pedido del famoso actor ganador del Oscar que representa, Cary Launer (Ryan O'Neal), la cual lleva a Eli de pasada por un antro de drogas y sexo en un edificio de la ciudad de Nueva York, un patio de recreo para los ricos y famosos. 
La afamada actriz afirma que está en busca de un juguete electrónico perdido, pero que en realidad tiene una cámara filmadora oculta en su interior, que ella usa para filmar a personas con influencia política y poder, actores y amistades, que tienen relaciones íntimas, consumo de drogas y situaciones comprometedoras con ella, para luego tratar de chantajearlos, pedirles dinero y favores. Ambos son escoltados fuera del antro y ella exige saber dónde está su juguete, ellos le tiran sus cosas al ascensor, lo encuentra y amenaza a los guardias diciendo que ahora los tiene a todos, cuando se cierra la puerta del ascensor y escapan, mientras Eli está demasiado drogado para entender lo que sucede y pone el juguete en el bolsillo de su propia gabardina.
Ella también está muy intoxicada y Eli la lleva luego, a la habitación del hotel para preparar su viaje al aeropuerto y regresar a California, donde toma más pastillas en el baño y cae aturdido en la bañera con la luz apagada, y justo después pasa a ser testigo del asesinato violento de la actriz, por parte de un asesino disfrazado de ayudante de la habitación del hotel contratado para encontrar la cámara filmadora en la habitación, pero Eli en su aturdimiento por la mezcla de drogas y alcohol, mientras estaba hablando por teléfono en el baño se queda dormido, pasa desapercibido por el asesino, no puede estar seguro de lo que ha sucedido en la habitación del hotel y regresa a su departamento en Park Avenue a la mañana siguiente, y descubre el juguete en el bolsillo de su gabardina. 
Eli es tentado a abandonar Nueva York para siempre con Victoria (Kim Basinger), la ex cuñada de Eli y viuda de su hermano fallecido. Los sentimientos de Victoria por Eli son mutuos y ella, realmente se preocupa por él y lo desea. Ella le ofrece una vida lejos de su estilo de vida actual. Sin embargo, Eli duda, porque es la viuda de su hermano.
Como parte de su trabajo de relaciones públicas, Eli tiene que organizar un evento a beneficio de un grupo de inmigrantes africanos encarcelados, donde espera reunir a sus amistades con aspiraciones políticas para las próximas elecciones en un afamado restaurante en Park Avenue. 
Eli espera reunir al reverendo Lyle Blunt (Bill Nunn), un feroz predicador negro con Elliot Sharansky (Richard Schiff), un multimillonario judío, pero los dos hombres desconfían profundamente el uno del otro. Su trabajo es interrumpido por un policía que lo cuestiona sobre la muerte de la mujer en el hotel y por conocidos de él, que tratan de determinar lo que Eli ha visto y recuerda esa noche, quieren encontrar la cámara filmadora para protegerse, tratar de inculpar a otros enemigos políticos y chantajearlos antes de las elecciones para sacarlos de la competencia, destruir su carrera política o mantenerlos controlados. 
La cámara está oculta en un juego electrónico que él transporta por accidente en un bolsillo de su gabardina, sin saber que en realidad el juguete electrónico oculta una cámara filmadora en su interior, con las imágenes registradas de personas poderosas con ambiciones políticas y sospecha que ellos buscan el juguete.
Eli finalmente se da cuenta de que está involucrado en algo políticamente peligroso y las poderosas fuerzas que entran en juego para obligarlo a mantener la boca cerrada. A medida que se esfuerza por reunir a miembros de la comunidad judía y afroestadounidense, estrellas de cine, políticos y los medios de comunicación, para la gran recaudación de fondos y el inicio de la campaña política, la vida de Eli está en grave peligro y las personas involucradas en este misterio con la muerte de la actriz, lo buscan para tratar de obtener la cámara filmadora. Las personas en las que Eli confía son las personas amenazadas por las fotos.

## Reparto
- Al Pacino como Eli Wurman.
- Kim Basinger como Victoria Gray.
- Ryan O'Neal como Cary Launer.
- Téa Leoni como Jilli Hopper.
- Richard Schiff como Elliot Sharansky.
- Bill Nunn como el reverendo Lyle Brunt.
- Robert Klein como el doctor Sandy Napier.
- Mark Webber como Ross.
- Peter Gerety como	Norris Volpe.
- Regis Philbin como él mismo.
- Paulina Porizkova como la doctora Anna Fahri.
- Sophie Dahl como Tillie in the Mink.
- Steven Randazzo como Jack Pollan.

## Producción
El dramaturgo Jon Robin Baitz le propuso al director Daniel Algrant la idea que llevar a la pantalla grande un proyecto inspirado en el publicista Bobby Zarem. Aunque en un principio manejaron la posibilidad de realizar un documental sobre Zarem, finalmente decidieron hacer un largometraje de ficción basado libremente en él. Además, el director quería retratar una «intolerante» ciudad de Nueva York alejada de las «ideas izquierdistas». En diciembre de 2000 se anunció que Al Pacino iba a ser el protagonista. En mayo de 2001 se dio a conocer que Miramax había obtenido los derechos para distribuir People I Know en Estados Unidos.
El rodaje se llevó a cabo en Manhattan, Nueva York, entre abril y septiembre de 2001. Si bien la filmación se concluyó en abril, hacía septiembre del mismo año el filme continuaba en fase de posproducción. Algrant vivía a cinco cuadras del sitio del World Trade Center y los ataques del 11 de septiembre le impidieron acceder a la oficina de montaje durante días. La productora Leslie Urdang declaró sobre la escena que incluía al World Trade Center: «Es una toma abstracta y muy estilizada que es completamente inapropiada y será eliminada de la película». Otro de los productores, Michael Nozik, agregó: «Queríamos asegurarnos de que no se nos viera como explotadores e insensibles en un momento en que había tanto dolor». Aunque Algrant eliminó las escenas que incluían al World Trade Center y se hablaba de una posible nominación al Óscar para Pacino, el director de Miramax, Harvey Weinstein, dudaba en distribuir la cinta. Algunos medios afirmaron que otro de los factores que dificultó la distribución del filme en los cines fue el retrato desfavorable de la gestión del Alcalde de Nueva York, criticando implícitamente al republicano Rudy Giuliani, considerado un héroe nacional por su gestión tras los ataques de 11 de septiembre.

## Estreno
La película estaba originalmente programada para estrenarse a finales de 2001. Sin embargo, después de los atentados del 11 de septiembre, el estreno de la película se pospuso indefinidamente, debido a que contenía tomas del World Trade Center. Las tomas del World Trade Center eliminadas del final cut se incluyeron en la edición en DVD.
En octubre de 2002, la película se estrenó en Italia. En enero del año siguiente, con Robert Redford como productor ejecutivo, se proyectó en el Festival de Cine de Sundance. Casi dos años después de su filmación, People I Know llegó a los cines estadounidenses en abril de 2003. No obstante, Miramax distribuyó la cinta en cinco cines únicamente, recaudando 34 211 dólares durante su estreno y finalizando su paso por los cines con una recaudación de 126 793 dólares. La película recaudó más de cinco millones de dólares en el resto del mundo, alcanzando una recaudación total de 5 484 302 dólares. Harvey Weinstein declaró que People I Know «fue una víctima del 9/11», sin embargo, Harem Zarem opinó que el estreno no debió ser postergado y dijo: «Las personas más poderosas de Nueva York, no yo, sino los políticos y los senadores, fueron retratadas de una manera tan fea que Harvey no pensó que fuera correcto que el resto del país viera a los neoyorquinos retratados de esa manera». Según declaró Pacino, «Harvey Weinstein siempre había querido que el filme fuese directamente para la televisión».

## Recepción
La revista Empire la reseñó positivamente, otorgando cuatro estrellas de cinco, y señaló: «Puede ser lenta, pero a pesar de su falta de éxito, aún vale la pena haber esperado su estreno en cines. El público exigente dispuesto a invertir en los personajes pronto se familiarizarán con la historia pesimista y la actuación tenue de Al Pacino, especialmente las escenas que comparte con Basinger». Para Variety «el guion es tenso e inteligente, chisporroteante con suficientes diálogos agudos y humor negro como para superar sus fallas». Lou Lumenick del New York Post afirmó: «La trama se vuelve algo mecánica, pero a Baitz se tiene un suministro constante de réplicas ingeniosas, la mayoría de las cuales Pacino ofrece con gracia». El crítico Roger Ebert comentó que la de Pacino «es una actuación perceptiva y cuidadosamente afinada, en la que el personaje cae en una larga noche de drogas y finalmente está tan cansado y confundido que no sabe si ha presenciado un asesinato o no». PopMatters notó que «el otro elemento reconociblemente neoyorquino de la película es el diálogo en el guion de Jon Robin Baitz, que adopta un ritmo de ida y vuelta que suena como una obra de teatro off-Broadway».
Varios críticos compararon la película con Sweet Smell of Success. Algunos de ellos lo hicieron positivamente, como en el caso de Richard Roeper, que afirmó que se trataba de «una de las miradas más mordaces al negocio de las relaciones públicas desde Sweet Smell of Success». Del mismo modo, Kirk Honeycutt de The Hollywood Reporter dijo: «Se clasifica con Sweet Smell of Success en su retrato despiadado del negocio de la publicidad». El periódico The Christian Science Monitor opinó que este filme era «es lo mejor que [Pacino] ha hecho en mucho tiempo» y también destacó las actuaciones de Ryan O'Neal, Kim Basinger, Robert Klein y Bill Nunn. La reseña describió la cinta como una «fábula poco convencional» y una mezcla de Sweet Smell of Success, Eyes Wide Shut y —en menor medida— Ivans Xtc. Concluyó argumentando que «en algunos momentos, People I Know se vuelve tan turbia como la conspiración que retrata, y es demasiado peculiar como para que sus perspectivas de éxito en la taquilla sean muy sólidas». El crítico Eric D. Snider también elogió las actuaciones y comentó que «siempre es un placer ver a Pacino ser fantástico, incluso cuando la película no lo es». Escribiendo para la revista New York, Peter Rainer notó que «por momentos, se parece a los pasajes más grises de Eyes Wide Shut» y dijo que el papel de Pacino «es florido, sórdido y principesco, al mismo tiempo». Nathan Rabin de The A.V. Club dijo que People I Know era tan solo una «sombra» de Sweet Smell of Success que «tiene la desgracia de seguir los pasos de la obra maestra de Alexander Mackendrick de 1957». Además opinó que Kim Basinger y Ryan O'Neal no eran los indicados para interpretar sus respectivos papeles. Las actuaciones y personajes no lograron convencer a Stephen Holden de The New York Times, que de todas formas rescató la participación de Pacino, «que arde por cada poro».